# طعريجة

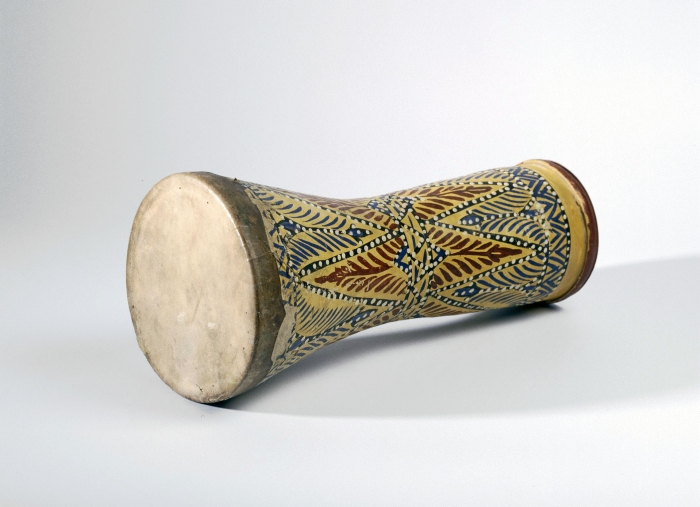
نموذج طعريجة مغربية

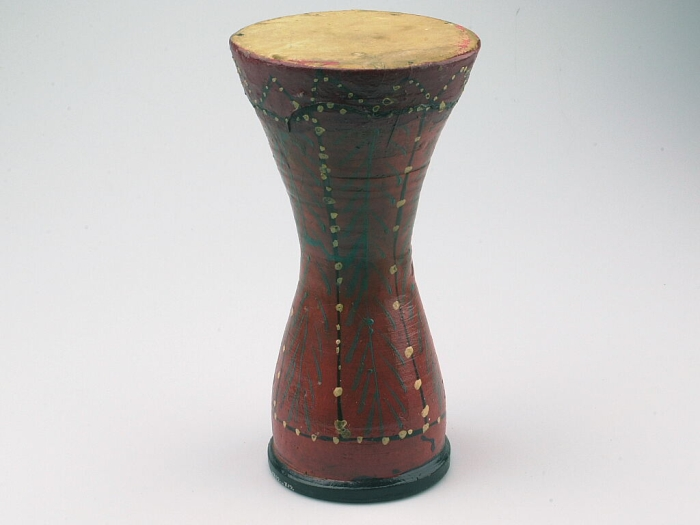
نموذج طعريجة مغربية

الطعريجة أو التعريجة هي آلة إيقاع موسيقية مغربية، تصنف ضمن التراث الموسيقيى المغربي. تصنع من الطين والجلد. تُزيّن بزخرفات مختلفة وتختلف حسب المنطقة.
تتميز الطعريجة عن الدربوكة بنوعية الجلد المستعمل في صناعتها وصغر حجمها وزخرفتها الفاسية. ارتبطت الطعريجة بالمناسبات والأعياد والاحتفالات الشعبية المغربية. وتستعمل في العديد من الأنواع الموسيقية المختلفة، كفن الملحون والطرب الأندلسي والدقة المراكشية وفن العيطة.

## وصلات خارجية
- تعلم طريقة صنع «التعريجة» الألة الموسيقية المغربية
- الطعريجة المغربية احتفظت بمكانتها في الثقافة الشعبية المغربية